# Diplomesodon pulchellum
Genre
Espèce
Statut de conservation UICN

 LC  : Préoccupation mineure
Diplomesodon pulchellum est la seule espèce du genre Diplomesodon. Cette musaraigne est un petit mammifère de la famille des Soricidés. On retrouve cette espèce en Asie centrale au Kazakhstan, en Ouzbékistan et au Turkménistan.